# Burghügel von Udine
Der Burghügel von Udine ist eine Erhebung in der Innenstadt von Udine in Italien. 2022 deckten bodenkundliche Untersuchungen auf, dass er in der Bronzezeit künstlich aufgeschüttet wurde. Es ist der größte künstlich aufgeschüttete Hügel in Europa. Errichtet wurde er in dem Jahrhundert zwischen 1400 und 1300 v. Chr.

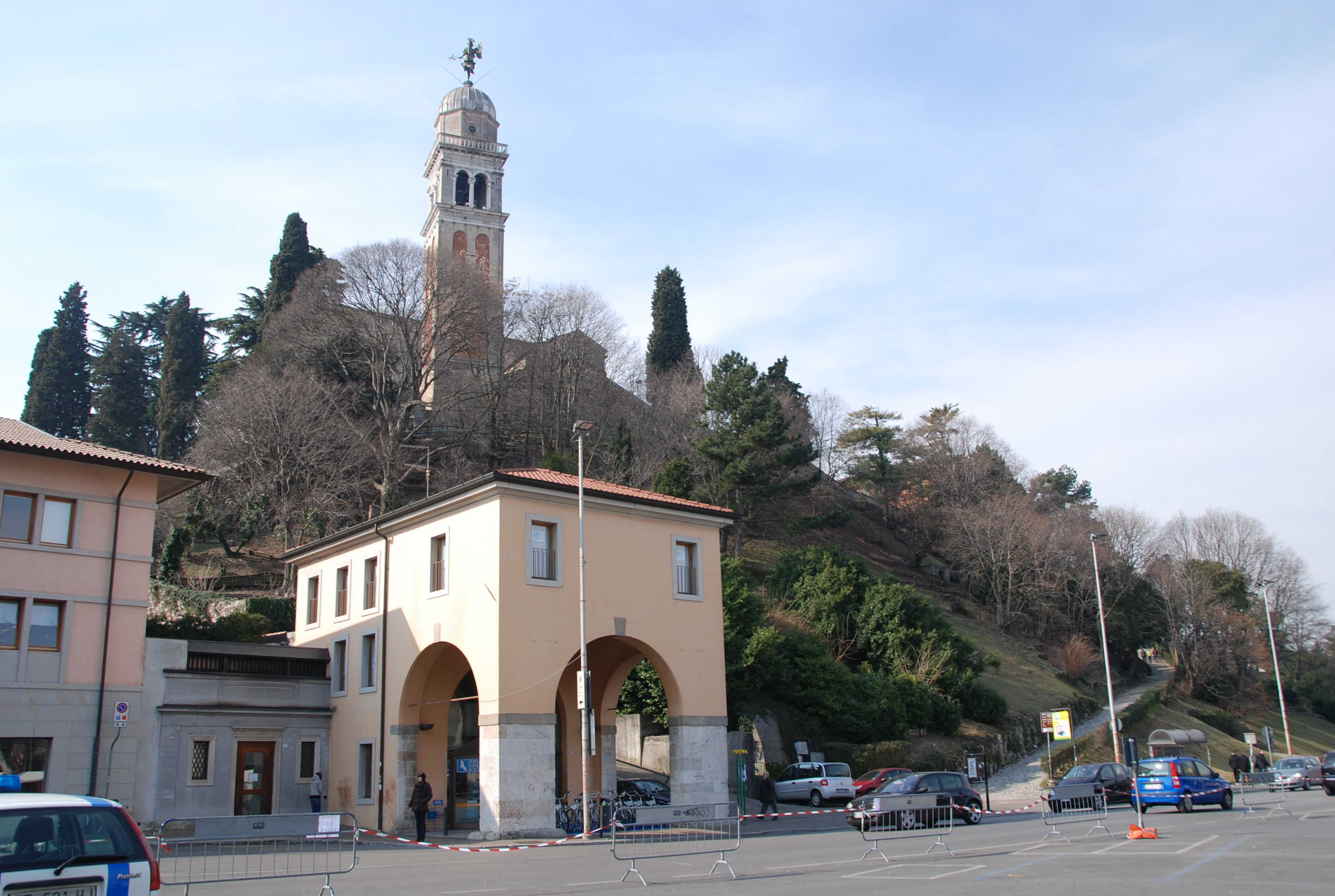
Kirche Santa Maria di Castello auf dem Burghügel

## Der Hügel

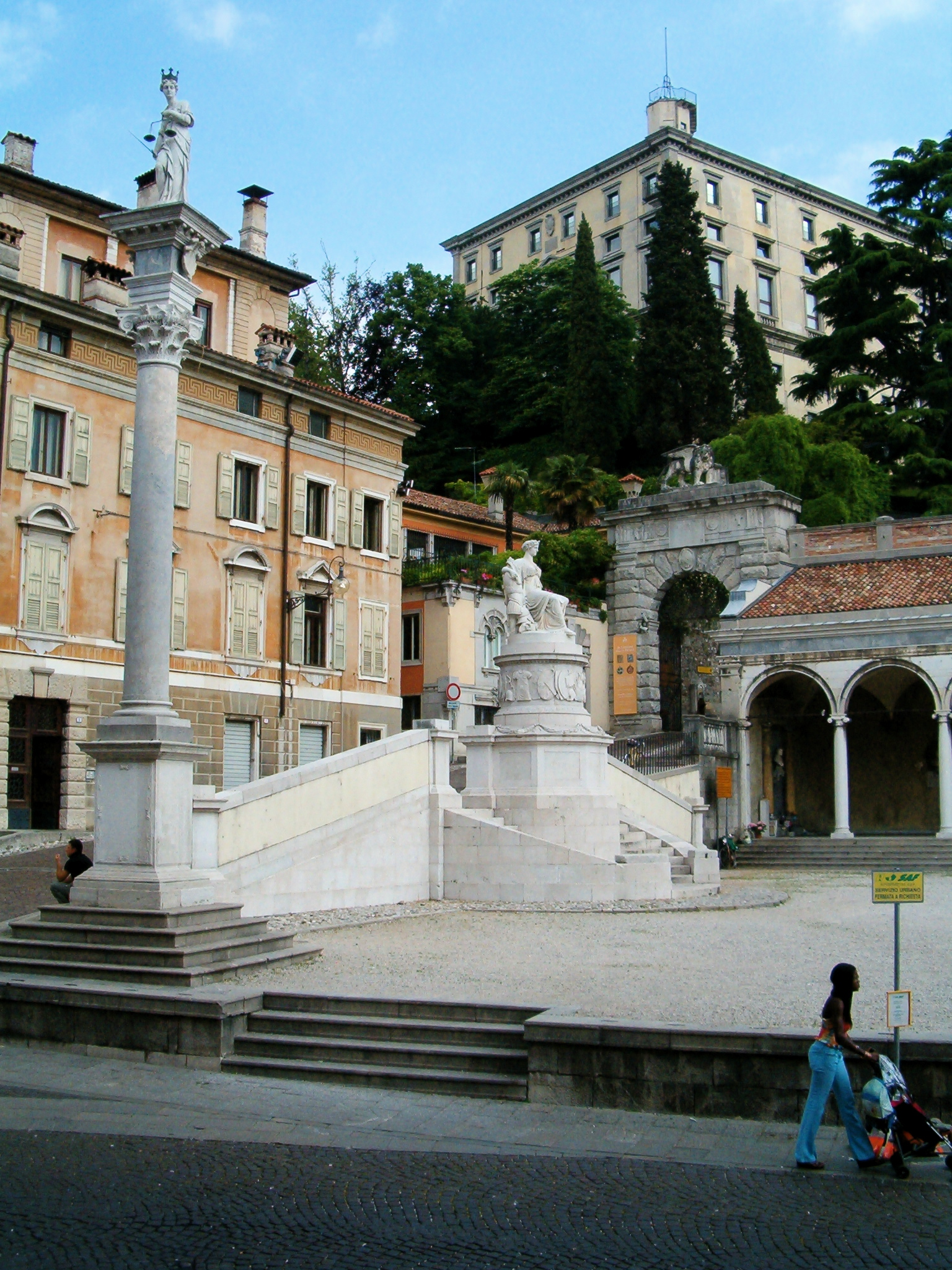
Aufgang von der Piazza Maggio zum Burghügel

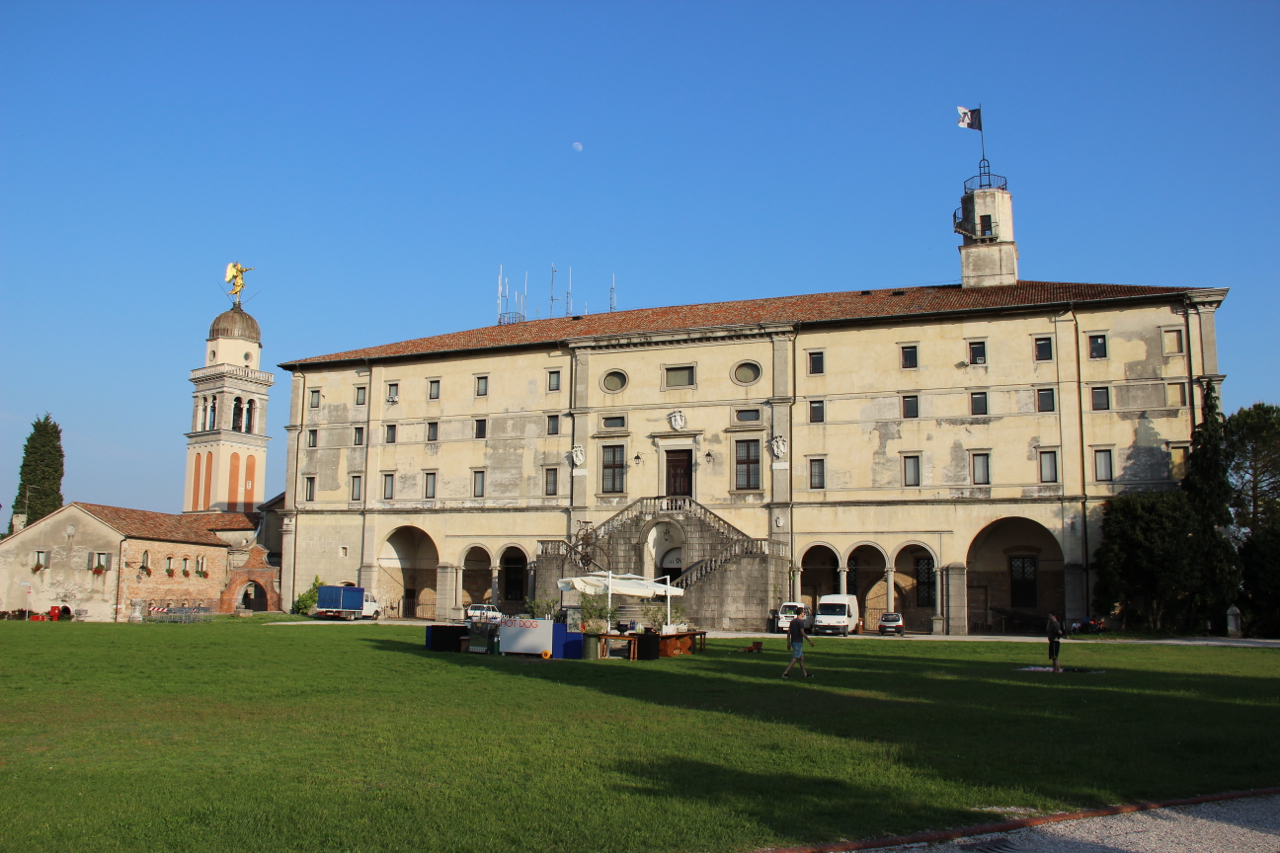
Das Renaissance-Schloss auf dem Gipfelplateau, heute städtisches Museum

Die abwechselnden Kies- und Tonschichten, aus denen sich der Hügel zusammensetzt, sind keine natürliche Abfolge, sondern wurden künstlich aufgeschüttet. Der Burghügel von Udine erreichte bei seiner Fertigstellung eine Höhe von etwa 30 m und hat ein Volumen, das auf bis zu 650.000 m³ geschätzt wird, mindestens aber bei 400.000 m³ liegt. Die natürliche Oberfläche des Geländes ist hier flach und liegt in einer Höhe von 110–111 m über dem Meeresspiegel. Der Hügel ist heute noch knapp 30 m höher als die Umgebung. Er lag am nördlichen Rand einer bronzezeitlichen Umwehrung, die ein Gebiet von 20 ha umschloss. Das war die größte bekannte „Stadt“ der Bronzezeit in Italien. Nordöstlich des Hügels – im Bereich der heutigen Piazza Maggio – gibt es dagegen eine Geländedepression. Dort wurde ein erheblicher Teil des Materials zum Aufschütten des Hügels entnommen. Dort „fehlen“ etwa 400.000–450.000 m³.
Die ursprüngliche Funktion des Hügels ist nicht bekannt. Er hatte von Anfang an ein flach angelegtes Gipfelplateau. Dessen bronzezeitliche Oberfläche ist aber nicht mehr vorhanden und durch die Nachfolgenutzungen wegerodiert. So ist auch nicht bekannt, ob das Plateau ursprünglich bebaut war. Konstruktion, Form und Größe des Burghügels weichen von den in der Umgebung ebenfalls bekannten bronzezeitlichen Grabhügeln erheblich ab. Ein Grabhügel dieser Größe ist bisher auch nicht bekannt.
Im Zweiten Weltkrieg wurden am Fuß des Hügels als Luftschutzbunker vier Tunnel bis zu einer Tiefe von 30 m in den Hügel gegraben.
Der oberste Teil des Hügels wird heute von einem Plateau mit einer Fläche von 1,2 ha eingenommen. In der ersten Hälfte des 20. Jahrhunderts wurden dort bis in 6 m Tiefe Wassertanks eingebaut. Auf dem Plateau steht das Castello di Udine, ein Bauwerk aus der Renaissance, das heute das städtische Museum beherbergt.

## Forschungsgeschichte
1986/87 fanden im östlichen Bereich des Plateaus archäologische Grabungen auf einer Fläche von mehr als 500 m² statt. Dabei wurden mittelalterliche Mauern und Gräber sowie römische Fundamente freigelegt. Ähnliches fand sich bei Grabungen, die zwischen 1986 und 1989 im Keller des Castello stattfanden. Die letzten archäologischen und geotechnischen Untersuchungen wurden 2021 ausgelöst, nachdem die Gemeinde Udine ein Projekt für den Bau von zwei Aufzügen vorgelegt hatte, die das Plateau auf dem Hügel barrierefrei mit dem Stadtzentrum verbinden sollten. 2021 wurde deshalb auf einer Fläche von 12 × 8 m ein Testschnitt von 3 m Tiefe neben der Grabungsfläche von 1987 angelegt.
Die Soprintendenza Archeologia, belle arti e paesaggio del Friuli Venezia Giulia (Amt für Archäologie, Kunst und Landschaft von Friaul und Julisch-Venetien, die Bodendenkmalpflegebehörde) finanzierte die Arbeiten. Nachfolgende Tiefenbohrungen und geophysikalische Untersuchungen des Instituts für Geomorphologie der Universität Padua ergaben 2022, dass der Hügel komplett künstlich aufgeschüttet ist. Er sitzt auf der natürlichen Humusschicht auf. Verschiedene Fragmente von Holzkohle wurden bei den Bohrungen im Bereich unmittelbar über dem natürlichen Boden geborgen und mit Radiokarbondatierung untersucht. Die Datierungen ergaben die Zeitspanne von 1510–920 v. Chr., bei einer Konzentration auf die Zeit um 1400 v. Chr. In zwei der Bohrungen kamen auch Keramikbruchstücke zu Tage. Bei der Ausschachtung der Luftschutz-Tunnel 1943 wurde in zwei der Tunnel je ein bearbeitetes Holzstück gefunden, deren Alter ebenfalls mit einer Radiokarbondatierung bestimmt wurde. Das ergab die Zeitspannen 1454–1111 v. Chr. und 1492–1283 v. Chr.

## Legende
Nach einer örtlich verbreiteten Legende habe Attila den Hügel in der Mitte des 5. Jahrhunderts n. Chr. aufschütten lassen, um den Brand von Aquileia besser sehen zu können. Die ältesten erhaltenen schriftlichen Aufzeichnungen dieser Legende stammen von Gottfried von Viterbo und Otto von Freising.

## Wissenswert
Der zweitgrößte vorgeschichtliche Hügel in Europa ist Silbury Hill, in England, aus dem Neolithikum, der bis zur Feststellung, dass der Burghügel von Udine komplett künstlich aufgeschüttet ist, als der größte anthropogen geschaffene Hügel Europas galt.